# فهرست وابسته‌های دیپلماتیک کانادا

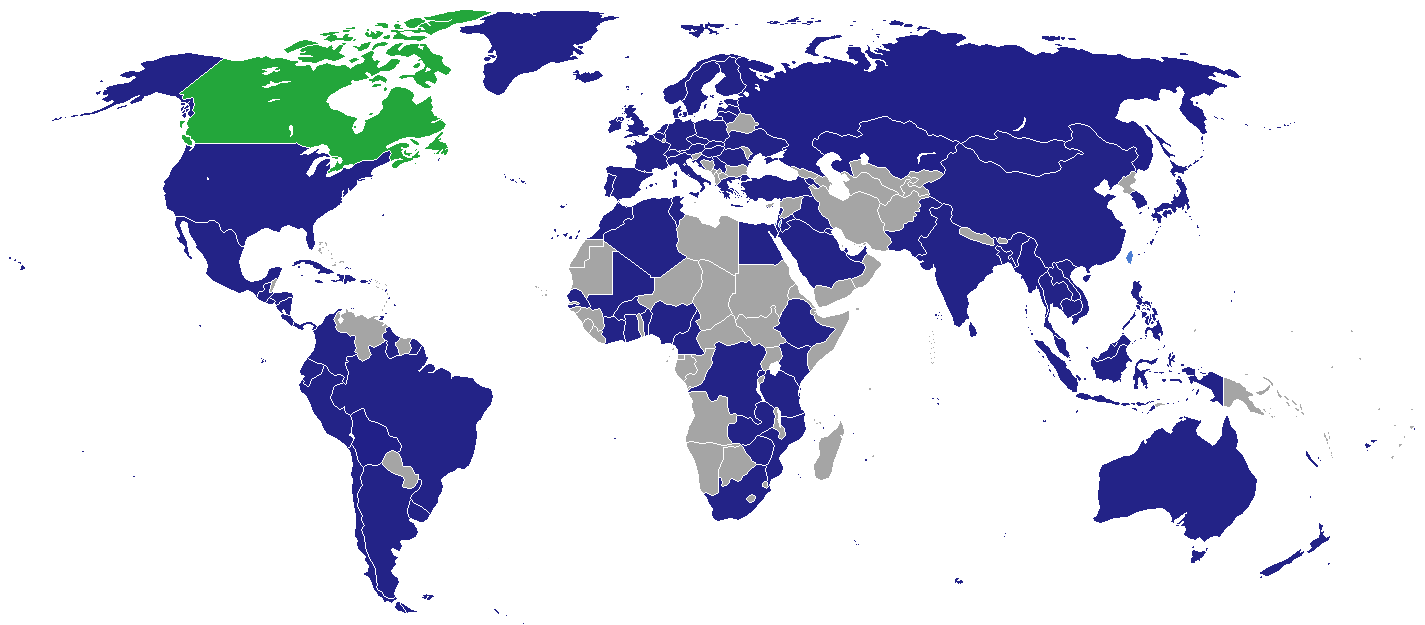
کشورهای دربردارنده سفارتخانه یا کمیسیون عالی کانادا. آبی. کانادا. سبز

فهرست سفارت‌های کانادا، فهرستی از مراکز سفارتخانه، کمیسیون عالی و کنسولگری کشور کانادا در سراسر جهان است.
کانادا به عنوان قلمرو هم‌سود بریتانیا محسوب می‌شود که با تمام کشورهای همسود دیگر ارتباطی گسترده دارد. کشور کانادا روابط دیپلماتیک گسترده‌ای در جهان دارد که در این فهرست بیش از ۲۷۰ مکان در حدود ۱۸۰ کشور جهان، که با این کشور ارتباط دارند را دربرمی گیرد.
براساس توافقنامه اشتراک گذاری خدمات کنسولی کانادا–استرالیا، دو کشور خدمات کنسولگری خود درسراسر جهان را به‌طور مشترک استفاده می‌کنند. در این حالت، ۱۹ مکان از کنسولگری‌های کانادا، به استرالیا نیز خدمات ارائه می‌دهد و در مقابل در ۲۱ دفتر دیگر نیز، کنسولگری‌های استرالیا به کانادا خدمات ارائه می‌دهند. در مواقع ضروری امکان کمک از دفاتر بریتانیا هم وجود دارد.
در ۱۷ شهریور ۱۳۹۱ کانادا در پاسخ به سیاست خارجی ایران و نگرانی از تأمین امنیت دیپلمات‌های کانادایی سفارتش را در تهران تعطیل کرد و روابط دیپلماتیکش را با ایران به حالت تعلیق درآورد. با این وجود در ۱۸ ژانویه ۲۰۱۶ جاستین ترودو با اعلام بررسی احتمال از سرگیری مجدد رابطه با ایران، از بررسی گسترش روابط در جلسات آتی هیئت وزیران خبر داد.

## آسیا
- افغانستان
  - کابل (سفارت)
- بنگلادش
  - داکا (کمیسیون عالی)
- برونئی
  - بندر سری بگاوان (کمیسیون عالی)
- میانمار
  - یانگون (سفارت)
- کامبوج
  - پنوم پن (دفتر سفارت)
- چین

1. پکن (سفارت)
2. چونگ کینگ (سرکنسولگری)
3. گوانگژو (سرکنسولگری)
4. هنگ کنگ (سرکنسولگری)
5. شانگهای (سرکنسولگری)
6. چنگدو (دفتر تجارت)
7. هانگژو (دفتر تجارت)
8. چینگدائو (دفتر تجارت)
9. نانجینگ (دفتر تجارت)
10. شنیانگ (دفتر تجارت)
11. شنژن (دفتر تجارت)
12. تیانجین (دفتر تجارت)
13. ووهان (دفتر تجارت)
14. شیان (دفتر تجارت)
15. شیامن (دفتر تجارت)

- هند

1. دهلی نو (کمیسیون عالی)
2. بنگلور (سرکنسولگری)
3. چندی‌گر (سرکنسولگری)
4. بمبئی (سرکنسولگری)

- اندونزی
  - جاکارتا (سفارت)
- ایران
  - تهران (بخش خواستار روابط)
- عراق
  - بغداد (دفتر سفارت)
- اسرائیل
  - تل آویو (سفارت)
- ژاپن

1. توکیو (سفارت)
2. ناگویا (کنسولگری)
3. کیتاکیوشو (دفتر تجارت)
4. اوزاکا (دفتر تجارت)
5. ساپورو (دفتر تجارت)

- اردن
  - امان (سفارت)
- قزاقستان
  - آستانه (سفارت)
- کره جنوبی
  - سئول (سفارت)
- کویت
  - کویت (سفارت)
- لائوس
  - وین تیان (دفتر سفارتخانه)
- لبنان
  - بیروت (سفارت)
- مالزی
  - کوالالامپور (کمیسیون عالی)
- مغولستان
  - اولان باتور (سفارت)
- پاکستان
  - اسلام‌آباد (کمیسیون عالی)
- تشکیلات خودگردان فلسطین
  - رام‌الله (دفتر نمایندگی)
- فیلیپین

1. مانیل (سفارت)
2. سبو (کنسولگری)

- قطر
  - دوحه (سفارت)
- عربستان سعودی
  - ریاض (سفارت)
- سنگاپور
  - سنگاپور (کمیسیون عالی)
- سری‌لانکا
  - کلمبو (کمیسیون عالی)
- تایوان (تایوان)
  - تایپه (دفتر تجارت)
- تایلند
  - بانکوک (سفارت)
- ترکیه

1. آنکارا (سفارت)
2. استانبول (سرکنسولگری)

- امارات متحده عربی

1. ابوظبی (سفارت)
2. دبی (سرکنسولگری)

- ویتنام

1. هانوی (سفارت)
2. هوشی مین سیتی (سرکنسولگری)

## آفریقا
- الجزایر
  - الجزیره (سفارت)
- بورکینافاسو
  - آواگادوگو (سفارت)
- کامرون
  - یائونده (کمیسیون عالی)
- جمهوری دموکراتیک کنگو
  - کینشاسا (سفارت)
- ساحل عاج
  - ابیجان (سفارت)
- مصر
  - قاهره (سفارت)
- اتیوپی
  - آدیس آبابا (سفارت)
- غنا
  - آکرا (کمیسیون عالی)
- کنیا
  - نایروبی (کمیسیون عالی)
- مالی
  - باماکو (سفارت)
- مراکش
  - رباط (سفارت)
- موزامبیک
  - ماپوتو (کمیسیون عالی)
- نیجریه
  - ابوجا (کمیسیون عالی)
  - لاگوس (معاونت کمیسیون عالی)
- رواندا
  - کیگالی (دفتر کمیسیون عالی)
- سنگال
  - داکار (سفارت)
- آفریقای جنوبی
  - پرتوریا (کمیسیون عالی)
  - ژوهانسبورگ (دفتر تجارت)
- سودان جنوبی
  - جوبا (سفارت)
- سودان
  - خارطوم (سفارت)
- تانزانیا
  - دارالسلام (کمیسیون عالی)
- تونس
  - تونس (سفارت)
- زامبیا
  - لوساکا (دفتر کمیسیون عالی)
- زیمبابوه
  - هراره (سفارت)

## آمریکا
- آرژانتین
  - بوئنوس آیرس (سفارت)
- باربادوس
  - بریج‌تاون (کمیسیون عالی)
- بولیوی
  - لاپاز (دفتر برنامه سفارت)
- برزیل
  - برازیلیا (سفارت)
  - ریو دو ژانیرو (سرکنسولگری)
  - سائوپائولو (سرکنسولگری)
  - بلو هوریزونته (دفتر تجارت)
  - پورتو آلگری (دفتر تجارت)
  - رسیفی (دفتر تجارت)
- شیلی
  - سانتیاگو (سفارت)
- کلمبیا
  - بوگوتا (سفارت)
- کاستاریکا
  - سان خوزه (سفارت)
- کوبا
  - هاوانا (سفارت)
- جمهوری دومینیکن
  - سانتو دومینگو (سفارت)
  - پونتا کانا (دفتر سفارت)
- اکوادور
  - کیتو (سفارت)
- السالوادور
  - سان سالوادور (سفارت)
- گواتمالا
  - گواتمالاسیتی (سفارت)
- گویان
  - جرج‌تاون (کمیسیون عالی)
- هائیتی
  - پورتو پرنس (سفارت)
- هندوراس
  - تگوسیگالپا (دفتر سفارتخانه)
- جامائیکا
  - کینگستون (کمیسیون عالی)
- مکزیک
  - مکزیکوسیتی (سفارت)
  - مونتری (سرکنسولگری)
  - گوادالاخارا (کنسولگری)
  - تیخوانا (کنسولگری)
  - آکاپولکو (آژانس کنسولی)
  - کابو سن لوکاس (آژانس کنسولی)
  - کانکون (آژانس کنسولی)
  - مزاتلان (آژانس کنسولی)
  - اوآخاکا د خوارز (آژانس کنسولی)
  - Playa del Carmen (آژانس کنسولی)
  - پورتو بایارتا (آژانس کنسولی)
- نیکاراگوئه
  - ماناگوئه (دفتر سفارت)
- پاناما
  - پاناماسیتی (سفارت)
- پرو
  - لیما (سفارت)
- ترینیداد و توباگو
  - پرت آو اسپاین (کمیسیون عالی)
- ایالات متحده آمریکا
  - واشینگتن دی سی (سفارت)
  - آتلانتا (سرکنسولگری)
  - بوستون (سرکنسولگری)
  - شیکاگو (سرکنسولگری)
  - دالاس (سرکنسولگری)
  - دنور (سرکنسولگری)
  - دیترویت (سرکنسولگری)
  - لس آنجلس (سرکنسولگری)
  - میامی (سرکنسولگری)
  - مینیاپولیس (سرکنسولگری)
  - نیویورک (سرکنسولگری)
  - سان فرانسیسکو (سرکنسولگری)
  - سیاتل، واشینگتن (سرکنسولگری)
  - هوستون (دفتر تجارت)
  - پالو آلتو (دفتر تجارت)
  - سان دیگو (دفتر تجارت)
- اروگوئه
  - مونته ویدئو (سفارت)
- ونزوئلا
  - کاراکاس (سفارت)

## اروپا
- اتریش
  - وین (سفارت)
- بلژیک
  - بروکسل (سفارت)
- کرواسی
  - زاگرب (سفارت)
- جمهوری چک
  - پراگ (سفارت)
- دانمارک
  - کپنهاگ (سفارت)
- استونی
  - تالین (دفتر سفارت)
- فنلاند
  - هلسینکی (سفارت)
- فرانسه
  - پاریس (سفارت)
- آلمان
  - برلین (سفارت)
  - دوسلدورف (کنسولگری)
  - مونیخ (کنسولگری)
- یونان
  - آتن (سفارت)
- سریر مقدس
  - واتیکان (سفارت)
- مجارستان
  - بوداپست (سفارت)
- ایسلند
  - ریکیاویک (سفارت)
- جمهوری ایرلند
  - دوبلین (سفارت)
- ایتالیا
  - رم (سفارت)
- لتونی
  - ریگا (سفارت)
- لیتوانی
  - ویلنیوس (دفتر سفارت)
- هلند
  - لاهه (سفارت)
- نروژ
  - اسلو (سفارت)
- لهستان
  - ورشو (سفارت)
- پرتغال
  - لیسبون (سفارت)
- رومانی
  - بخارست (سفارت)
- روسیه
  - مسکو (سفارت)
- صربستان
  - بلگراد (سفارت)
- اسلواکی
  - براتیسلاوا (دفتر سفارت)
- اسپانیا
  - مادرید (سفارت)
- سوئد
  - استکهلم (سفارت)
- سوئیس
  - برن (سفارت)
  - ژنو (کنسولگری)
- اوکراین
  - کی یف (سفارت)
  - لووف (کنسولگری)
- بریتانیا
  - لندن (کمیسیون عالی)

## اقیانوسیه
- استرالیا
  - کانبرا (کمیسیون عالی)
  - سیدنی (سرکنسولگری)
- نیوزیلند
  - ولینگتون (کمیسیون عالی)
  - اوکلند (کنسولگری)

## سازمان‌های چندجانبه
- آدیس آبابا (ناظر دائمی به اتحادیه آفریقا)
- بروکسل (هیئت مشترک کانادا به ناتو، نمایندگی دائم کانادا به اتحادیه اروپا)
- ژنو (مأموریت دائم کانادا به سازمان ملل متحد و دیگر سازمان‌های بین‌المللی)
- مونترال (مأموریت دائم کانادا به ایکائو)
- نایروبی (مأموریت دائم کانادا در سازمان ملل متحد)
- نیویورک (مأموریت دائم کانادا در سازمان ملل متحد)
- پاریس (مأموریت دائم کانادا به یونسکو، هیئت دائمی کانادا به سازمان همکاری و توسعه اقتصادی)
- رم (مأموریت دائم کانادا به فائو)
- وین (مأموریت دائم کانادا به سازمان‌های بین‌المللی، هیئت کانادا به سازمان امنیت و همکاری اروپا)
- واشینگتن دی سی (نمایندگی دائم کانادا به سازمان کشورهای آمریکایی)

## نگارخانه

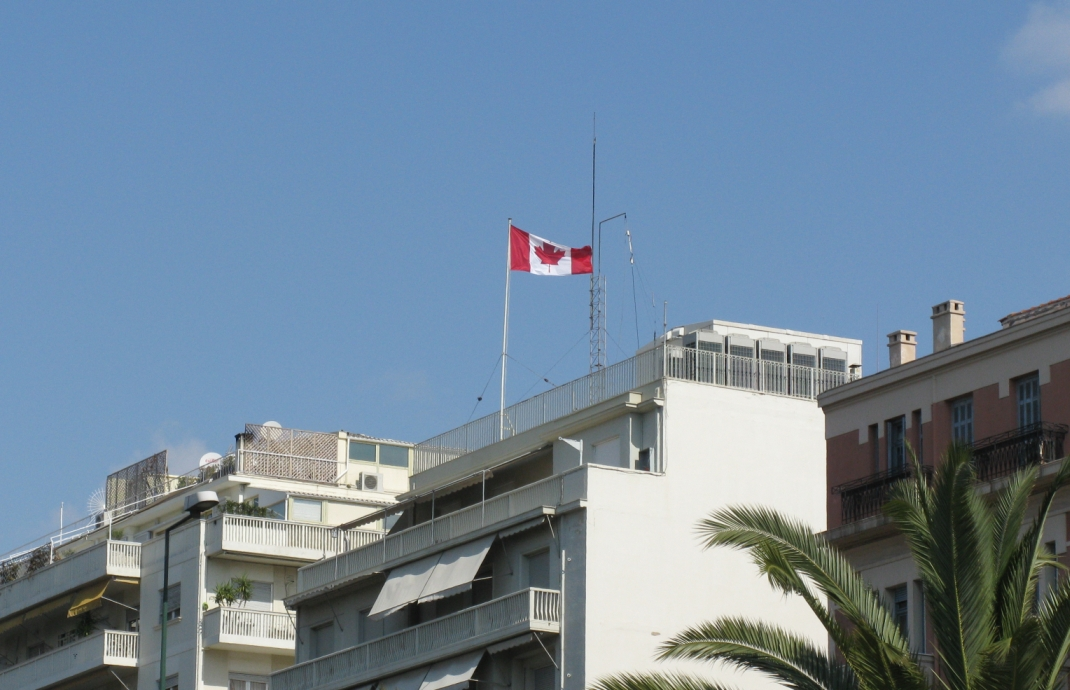
سفارتخانه کانادا در آتن
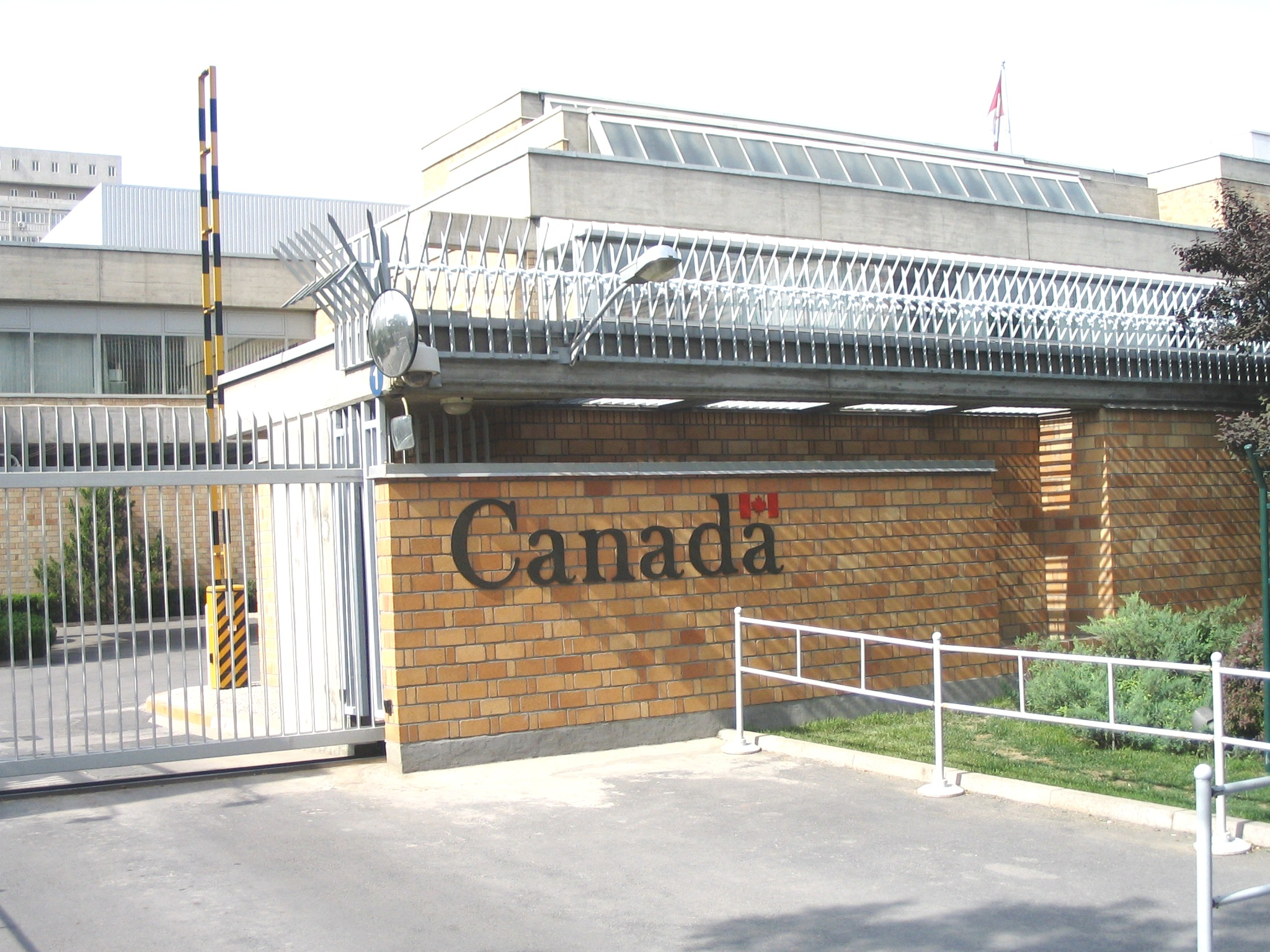
سفارتخانه کانادا در پکن
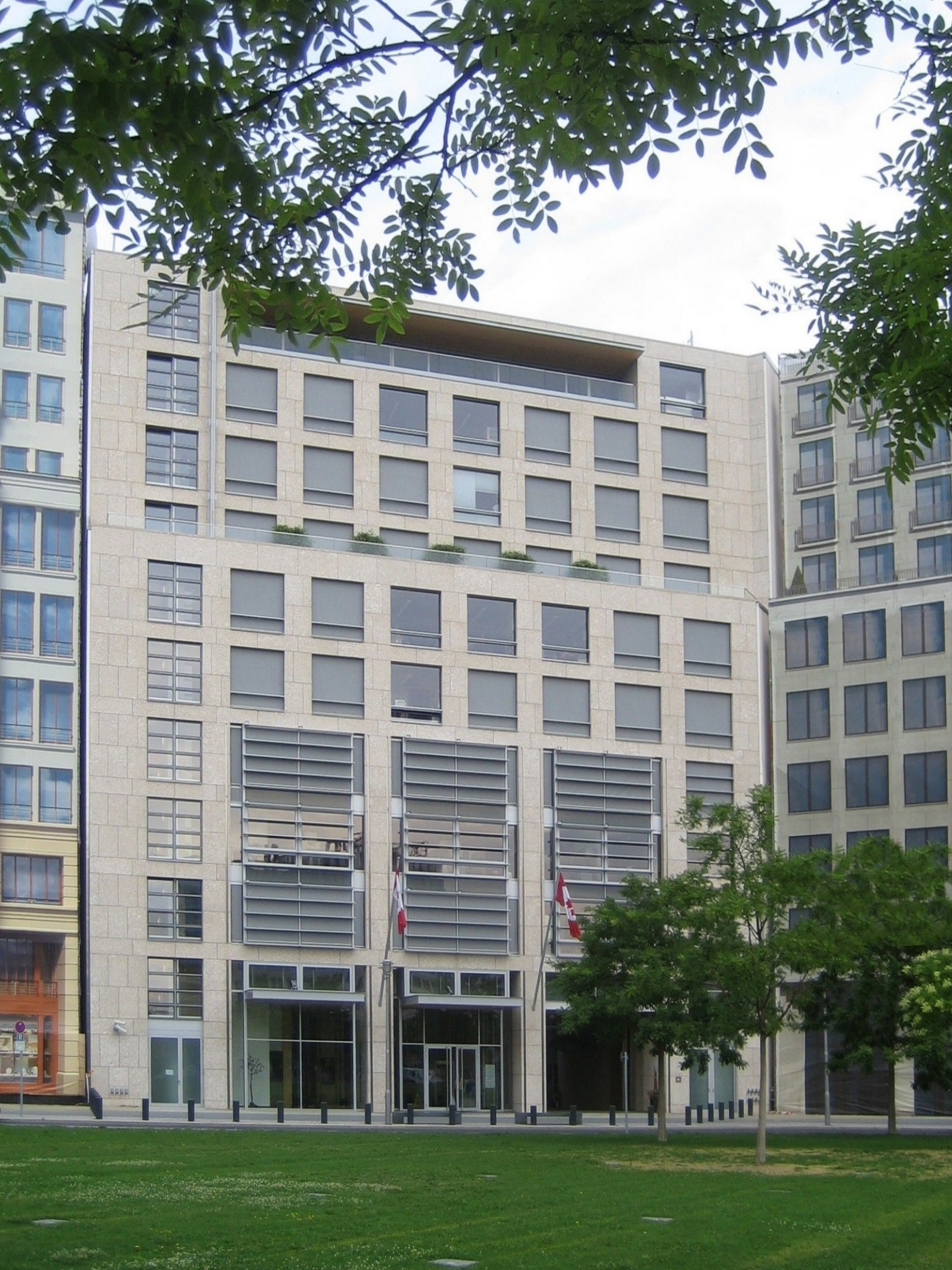
سفارتخانه کانادا در برلین
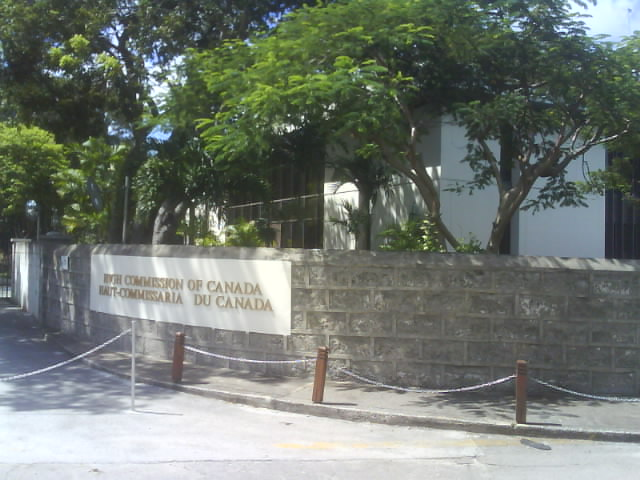
کمیسیون عالی کانادا در بریج تاون
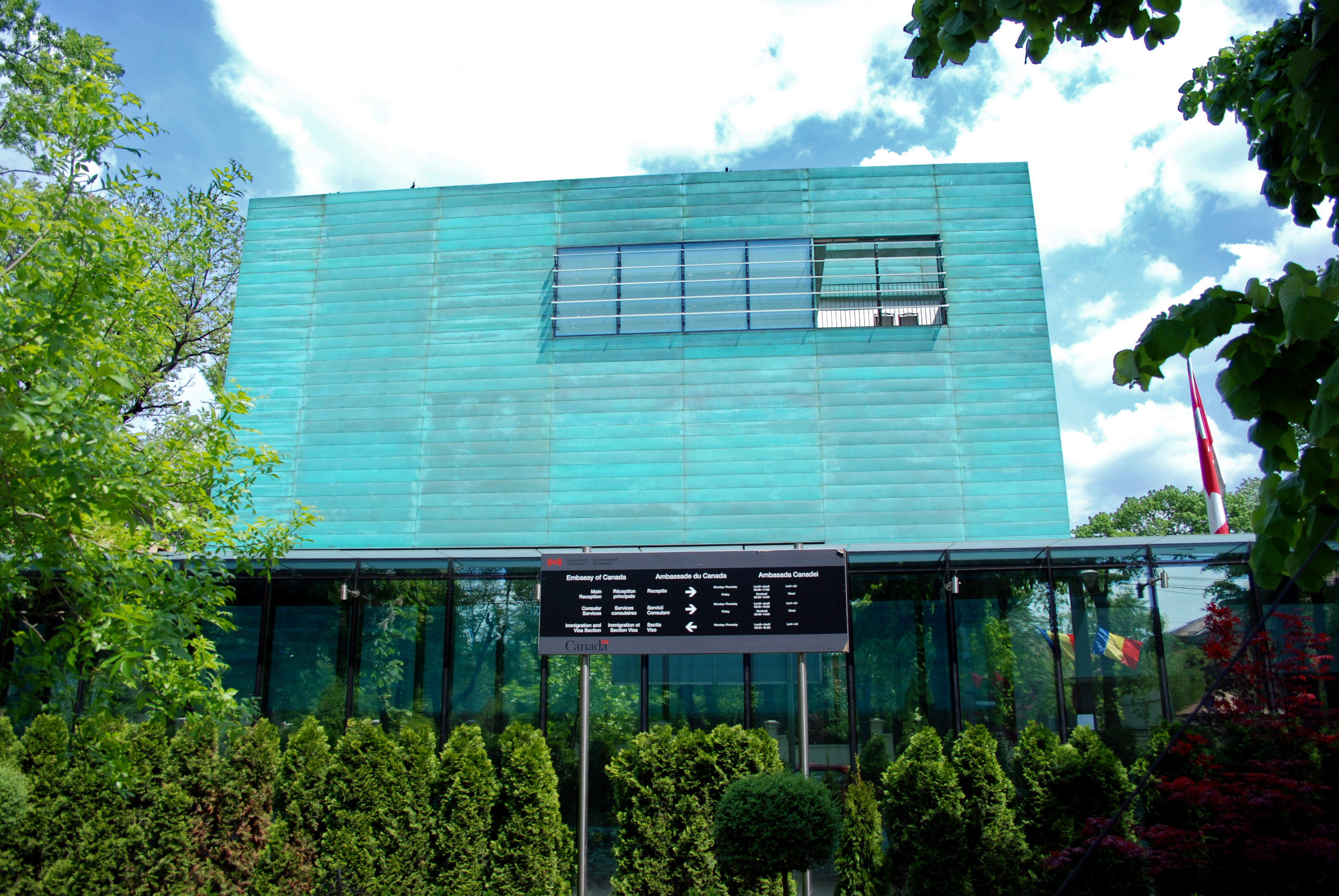
سفارتخانه کانادا در بخارست
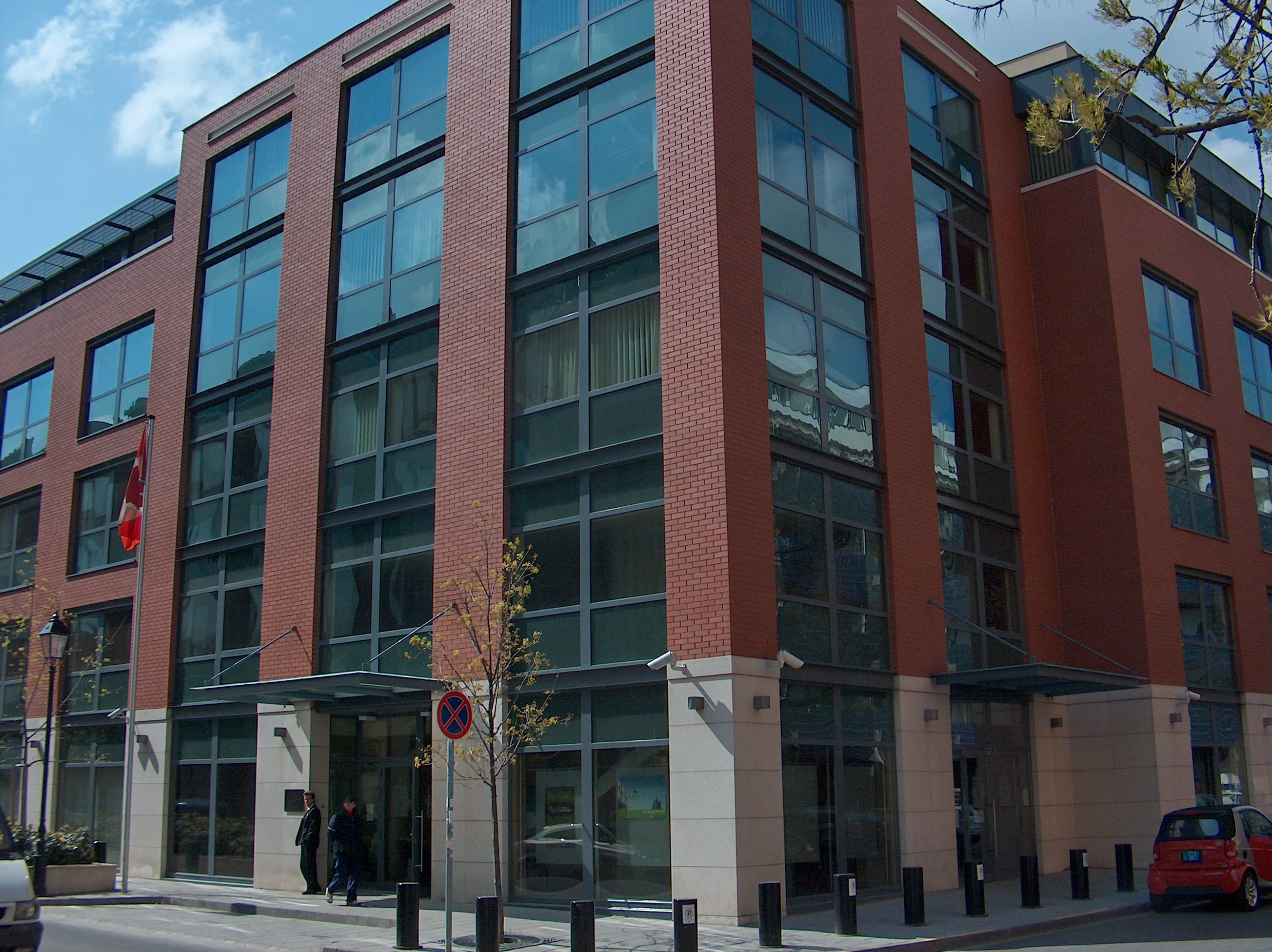
سفارتخانه کانادا در بوداپست
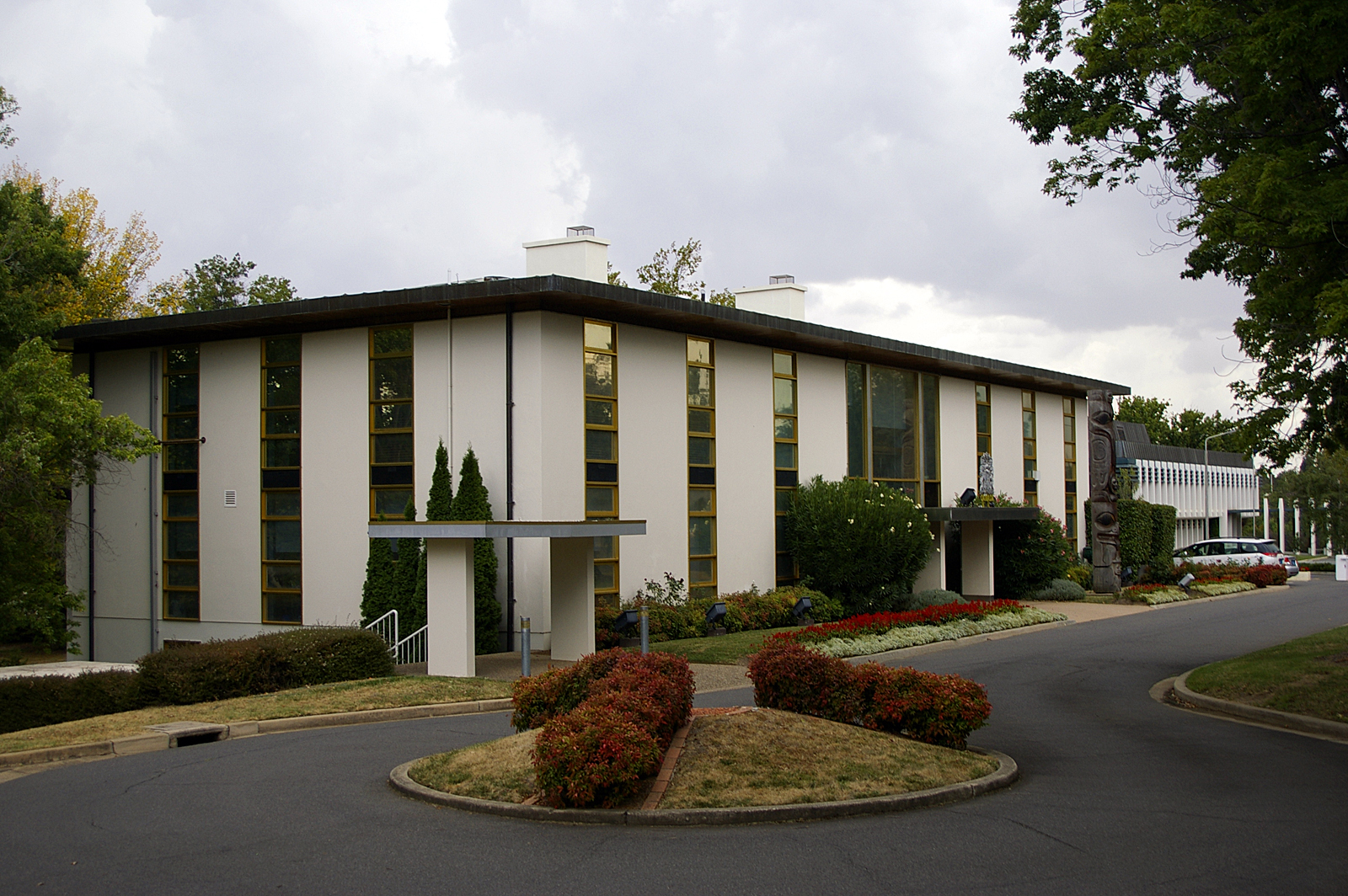
کمیسیون عالی کانبرا در کانادا
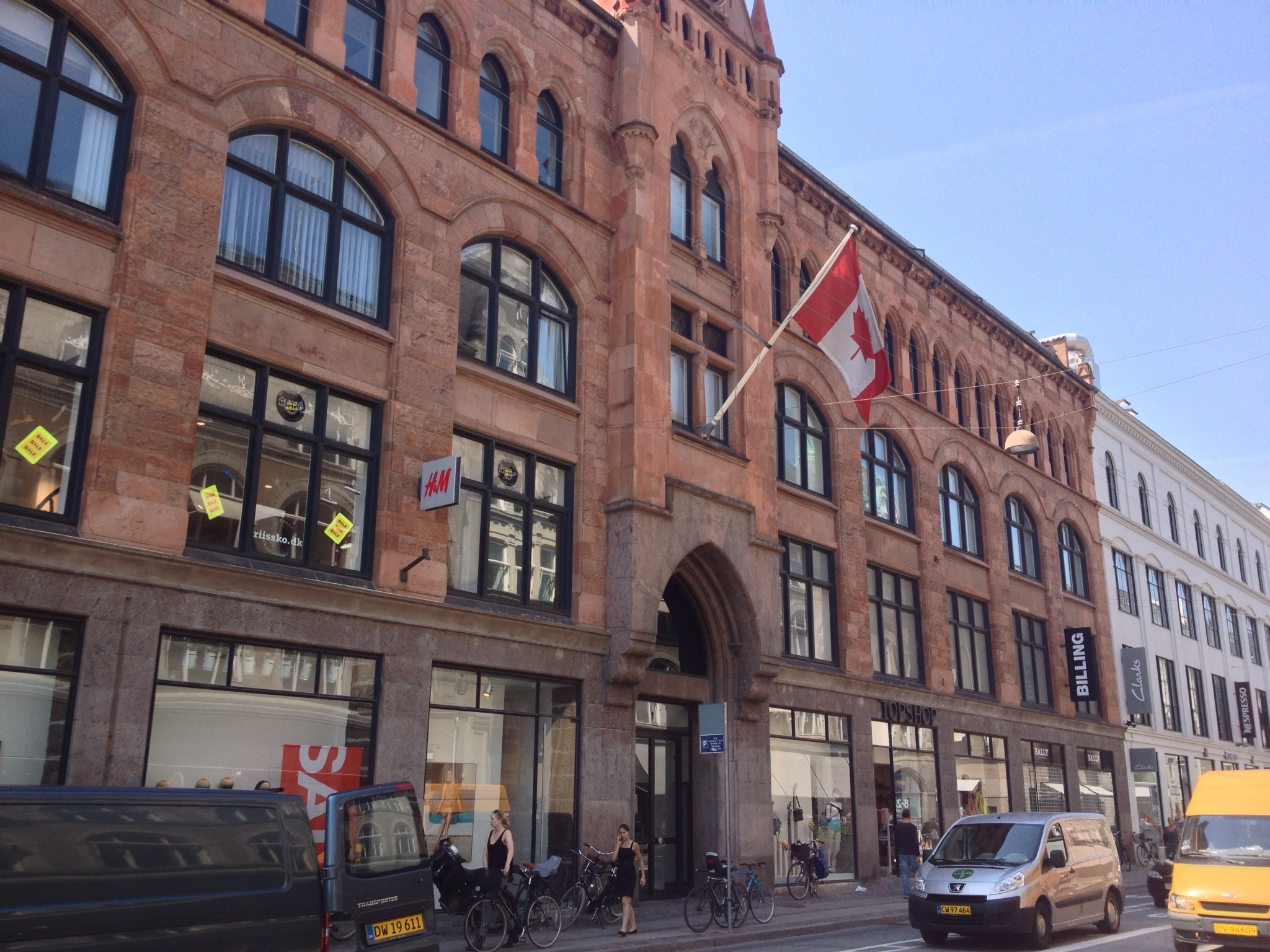
سفارتخانه کانادا در کپنهاگ
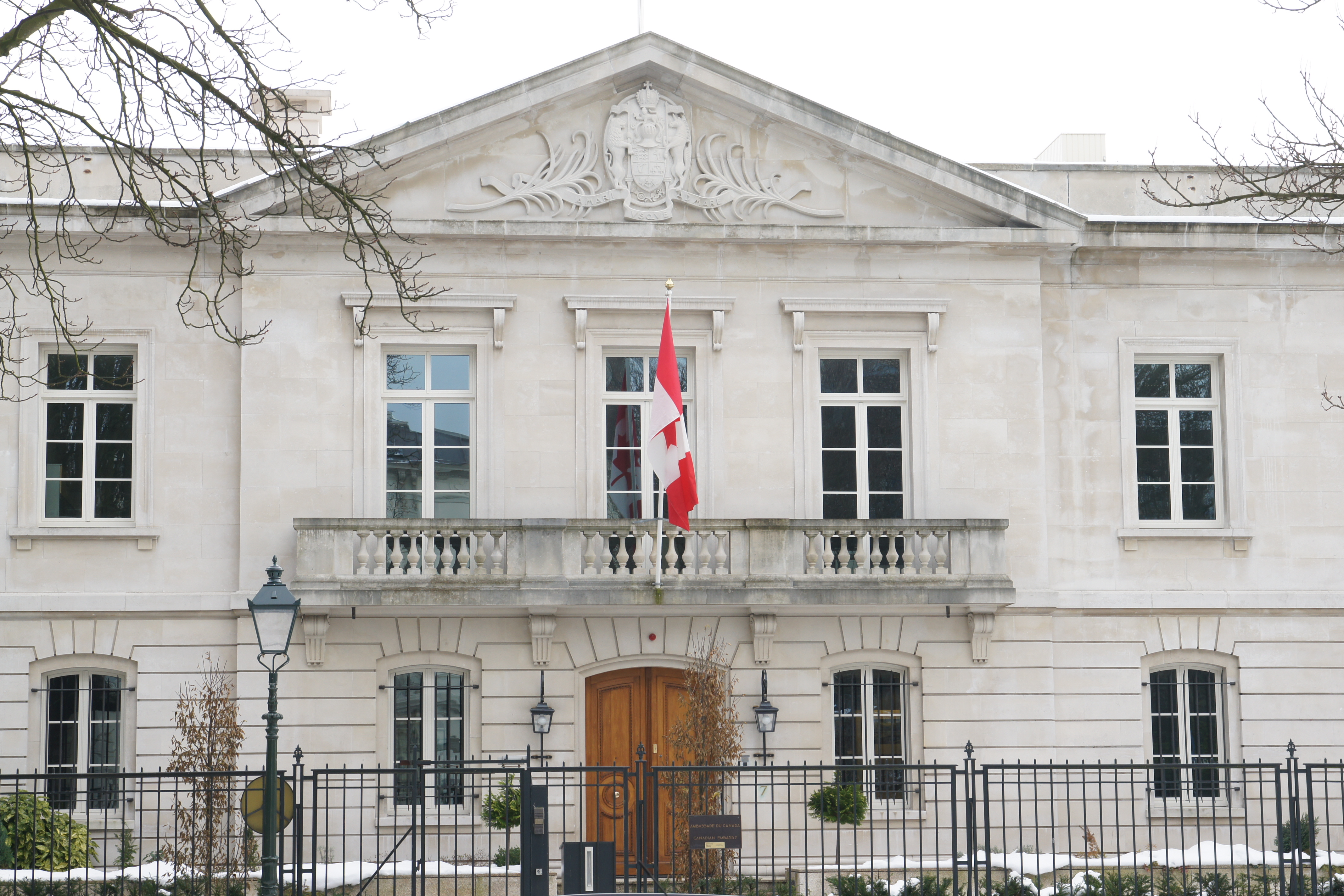
سفارتخانه کانادا در لاهه
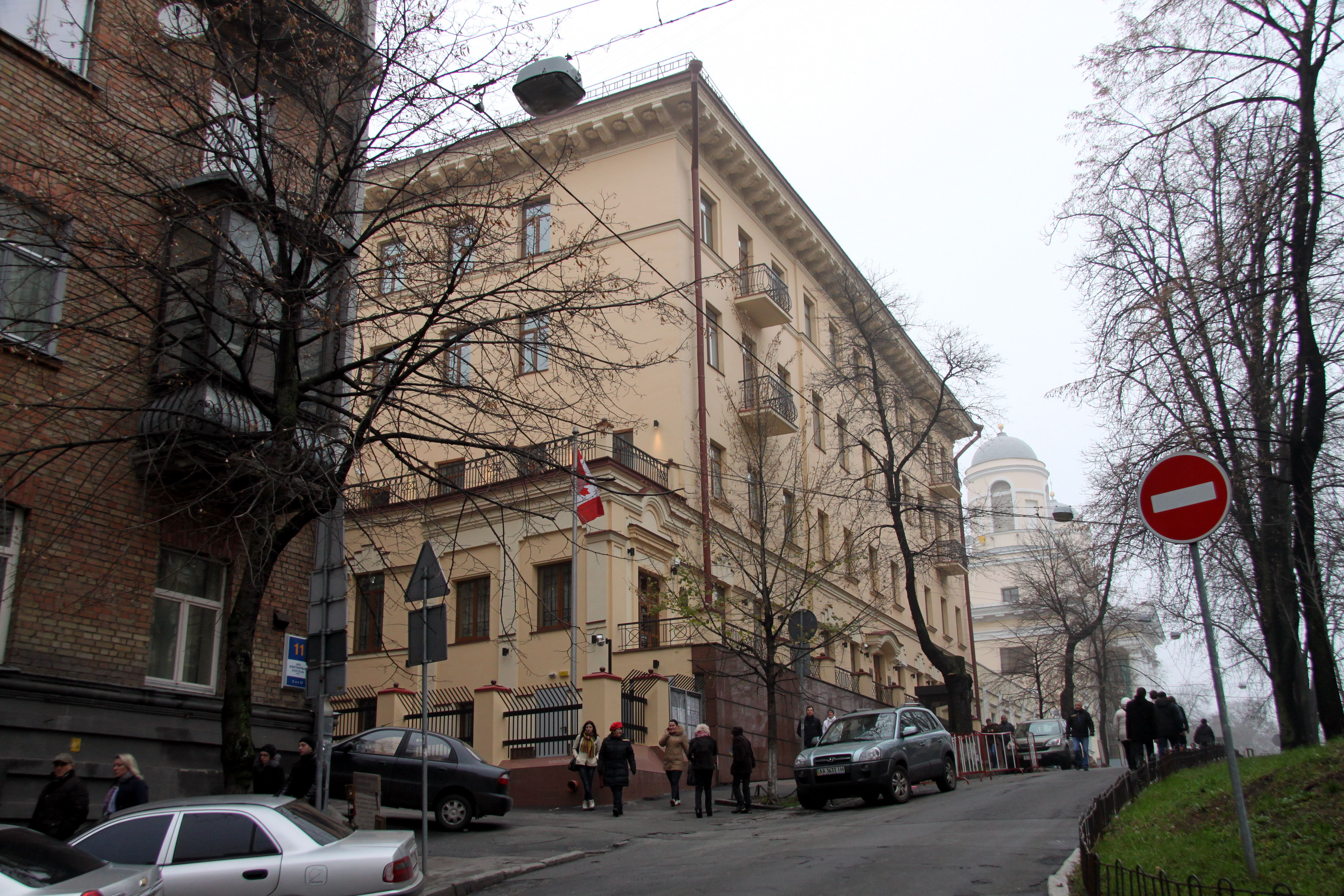
سفارتخانه کانادا در کی یف
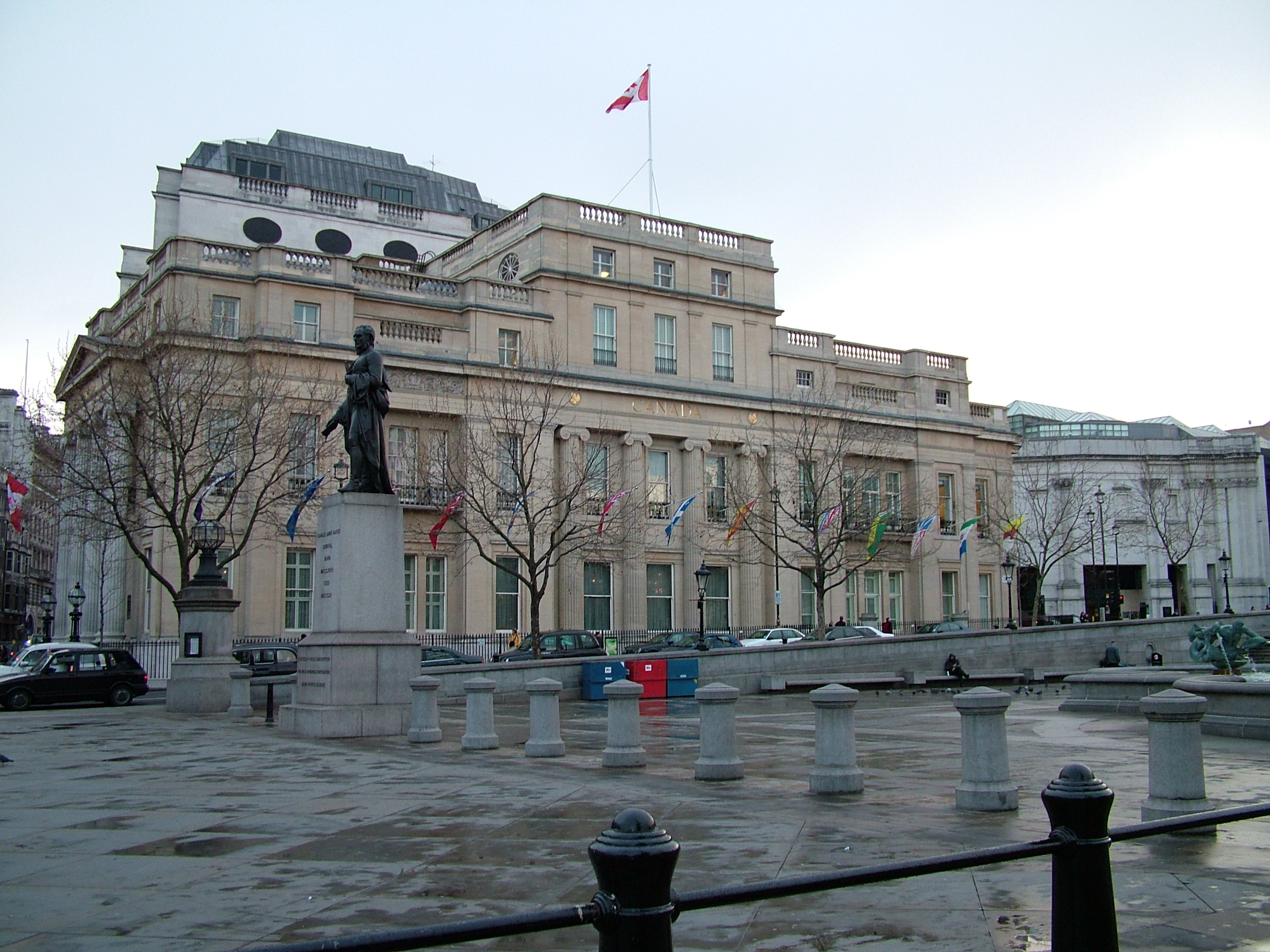
کمیسیون عالی کانادا در لندن
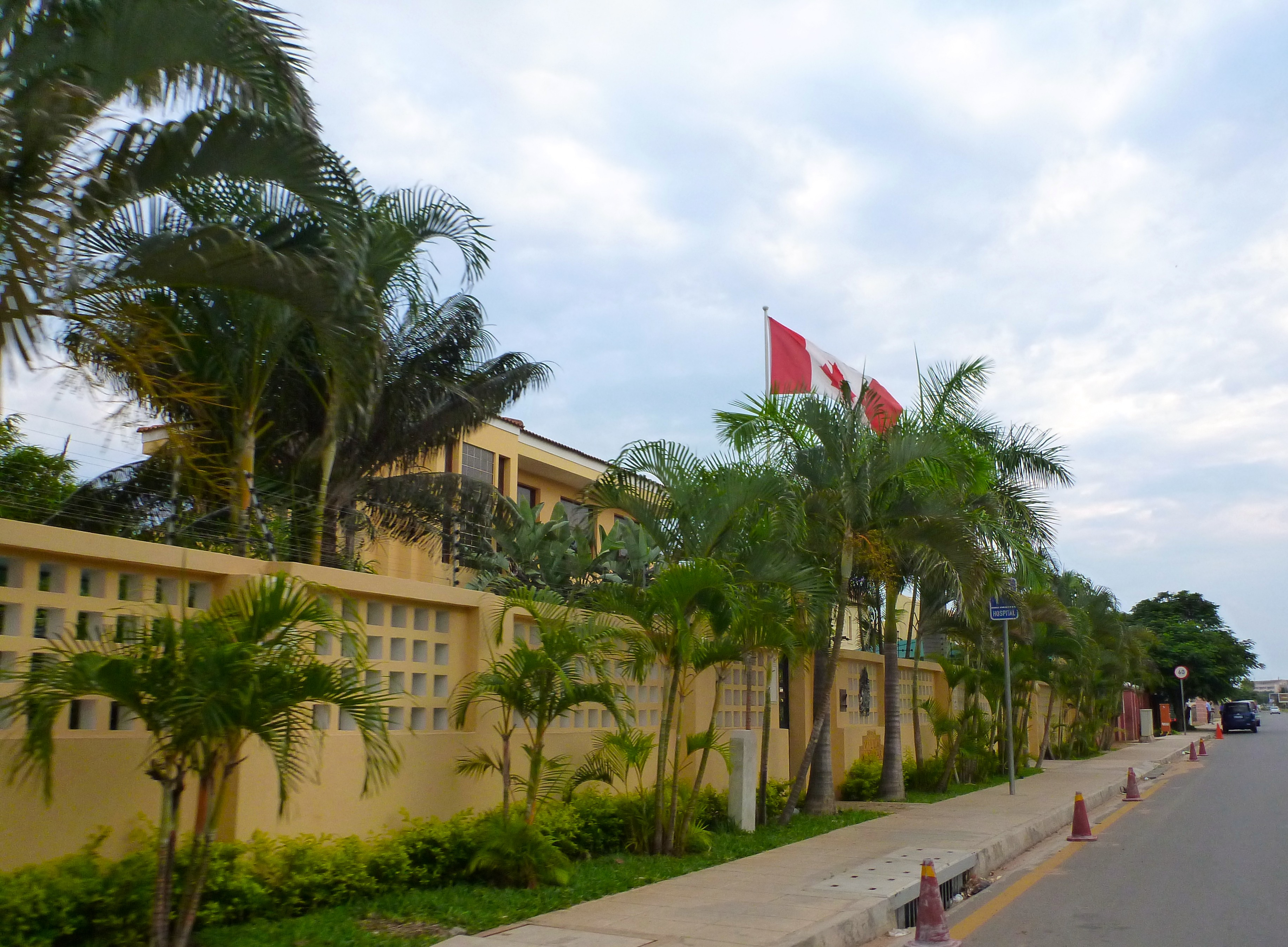
کمیسیون عالی کانادا در ماپوتو
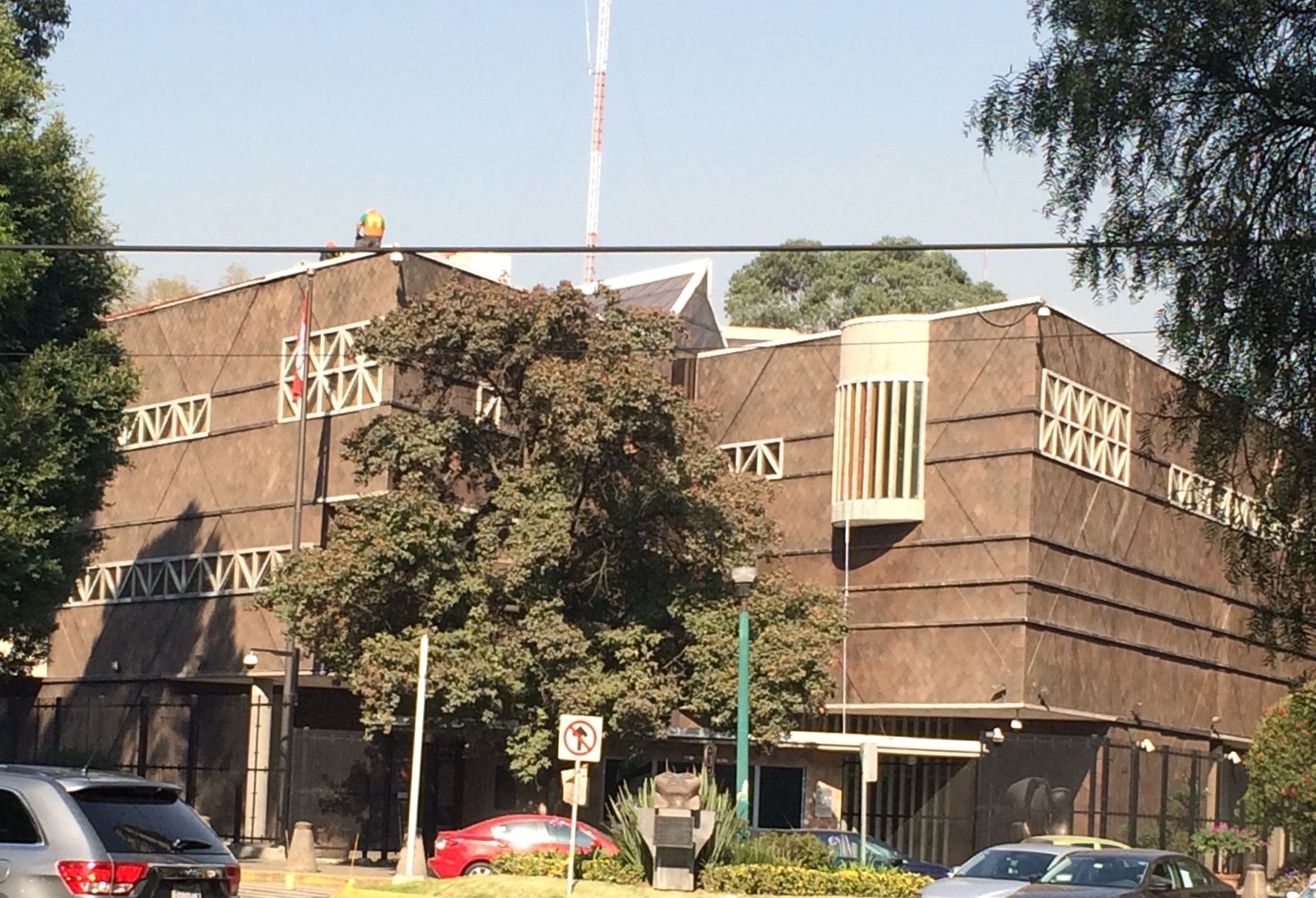
سفارتخانه کانادا در مکزیکوسیتی
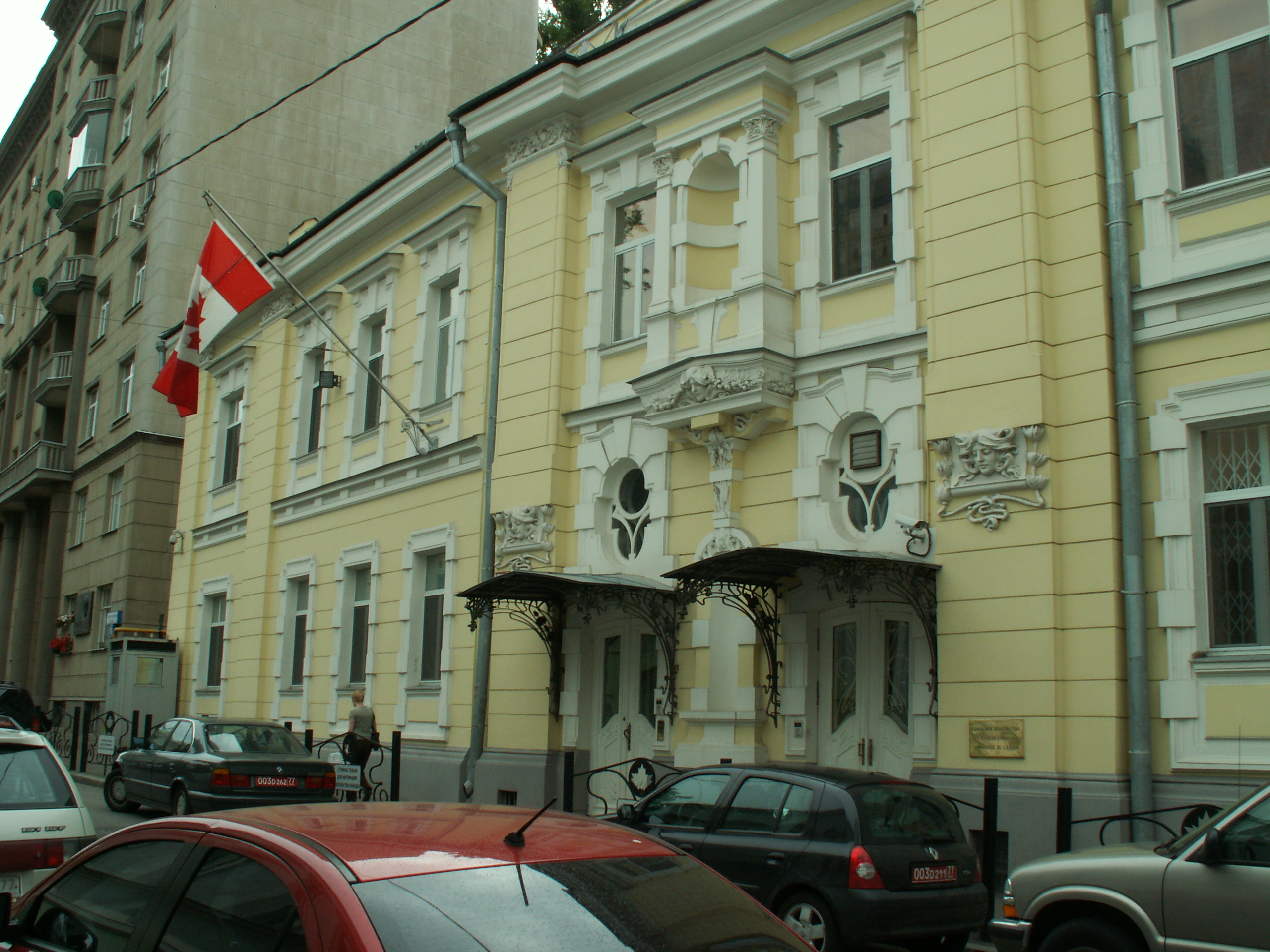
سفارتخانه کانادا در مسکو
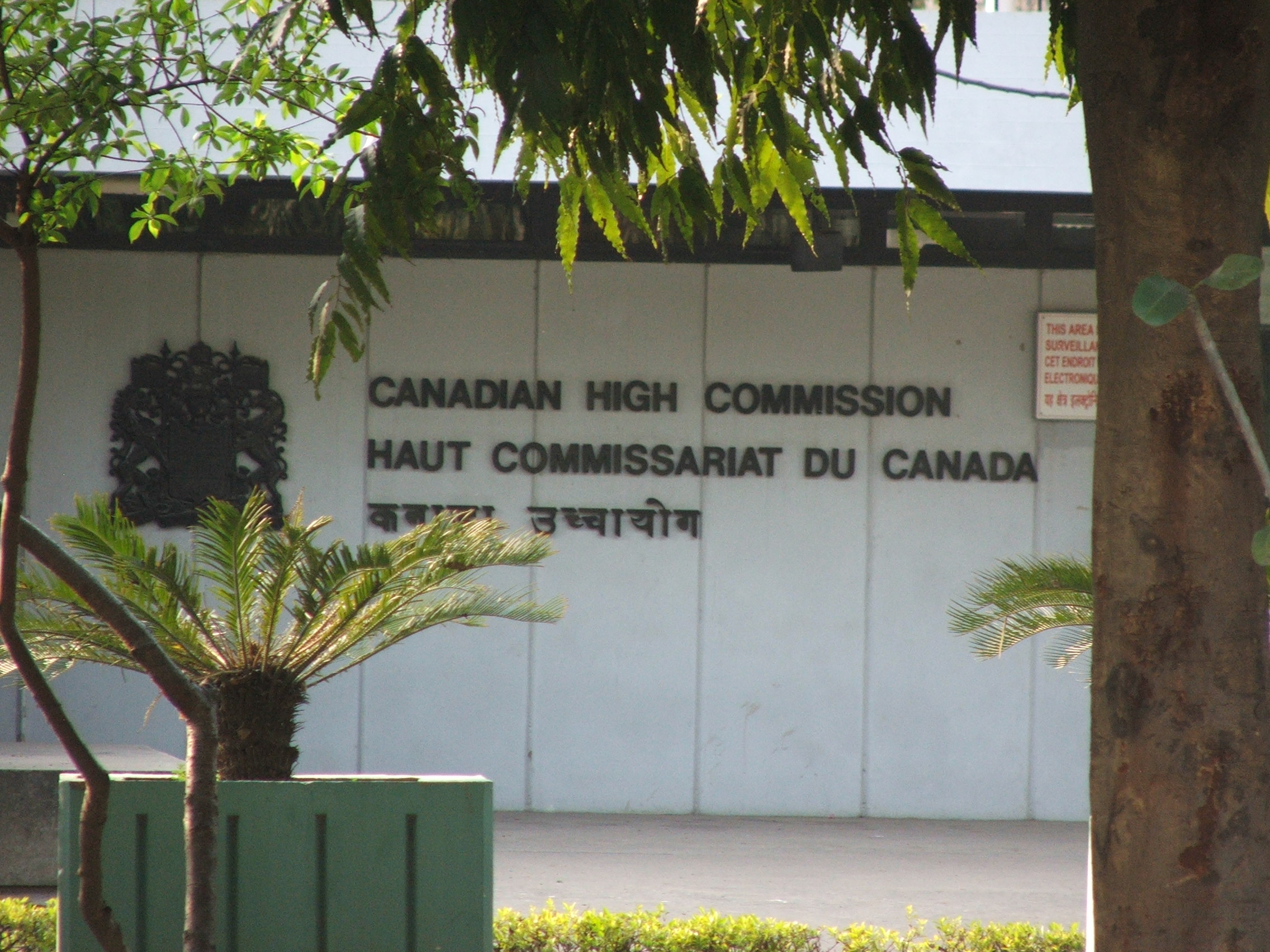
کمیسیون عالی کانادا در دهلی نو
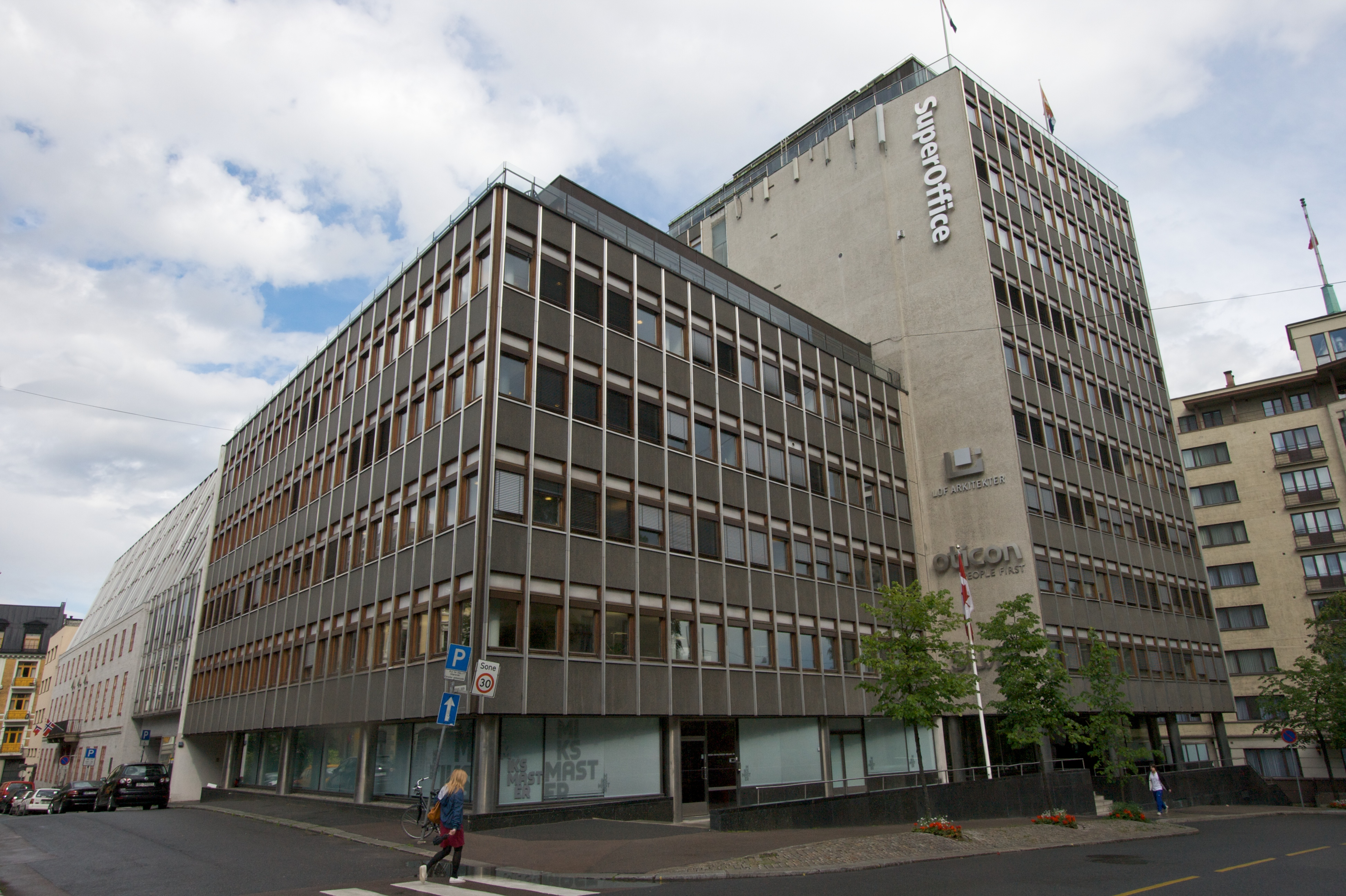
سفارتخانه کانادا در اسلو
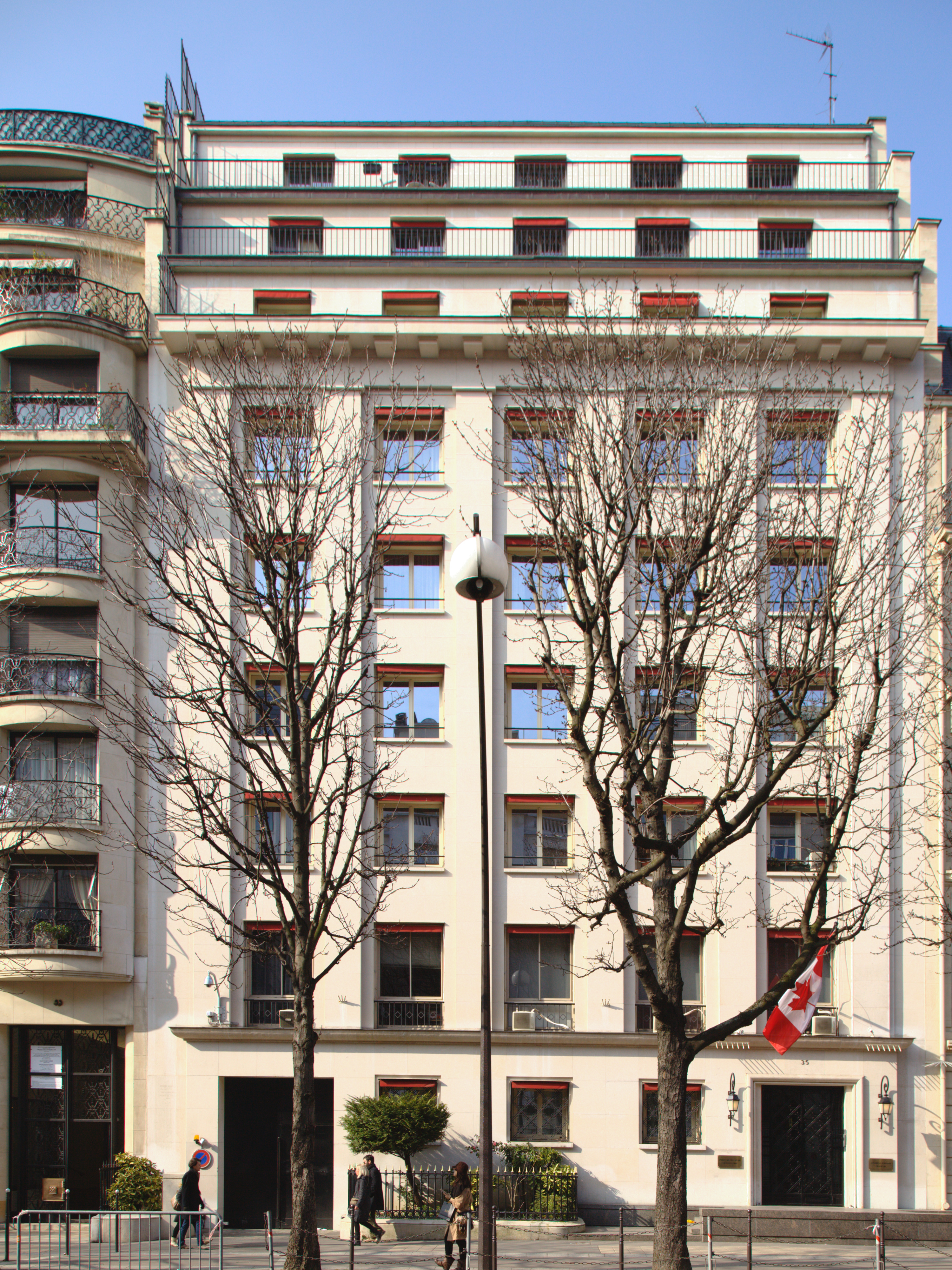
سفارتخانه کانادا در پاریس
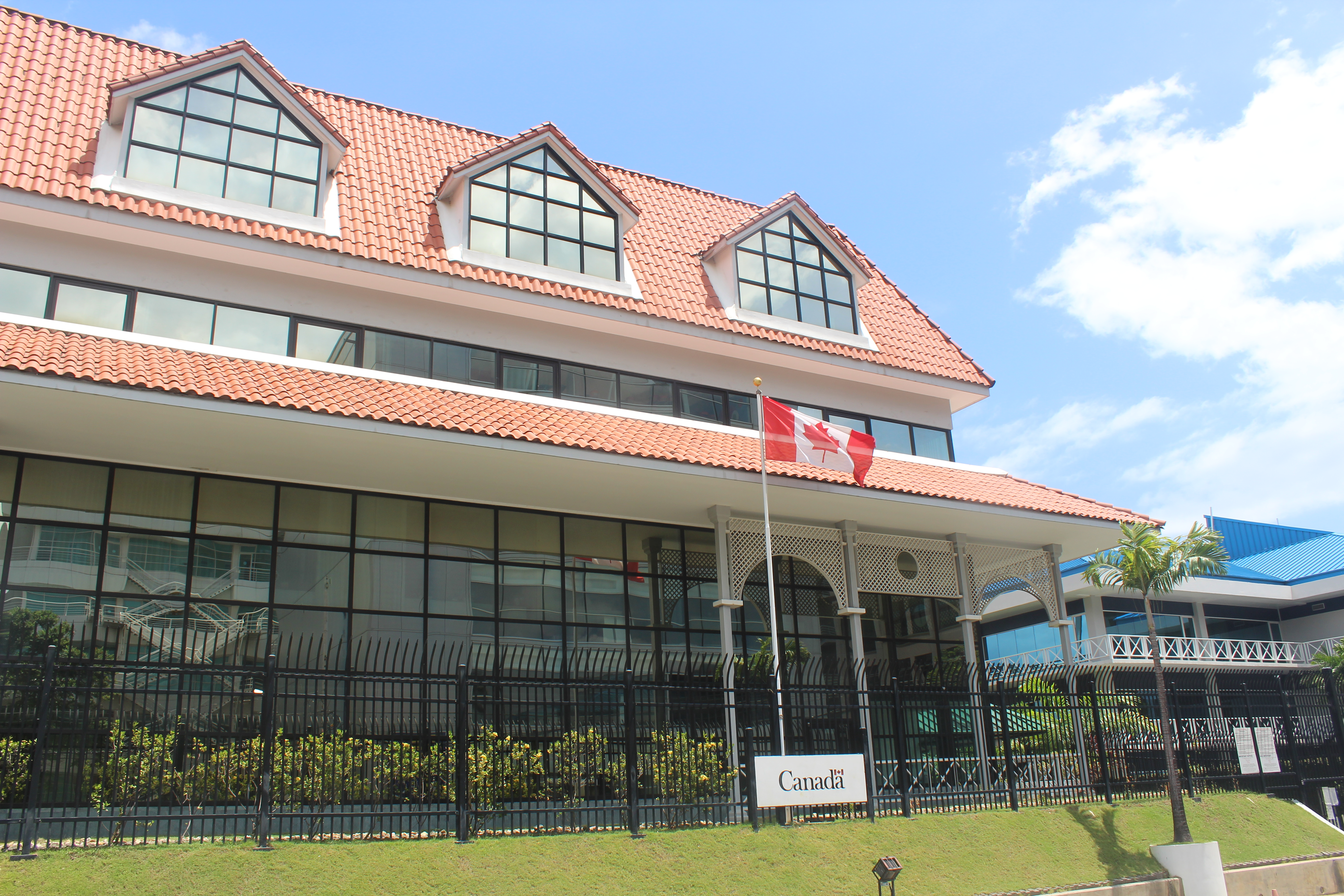
کمیسیون عالی کانادا در پرت آو اسپاین
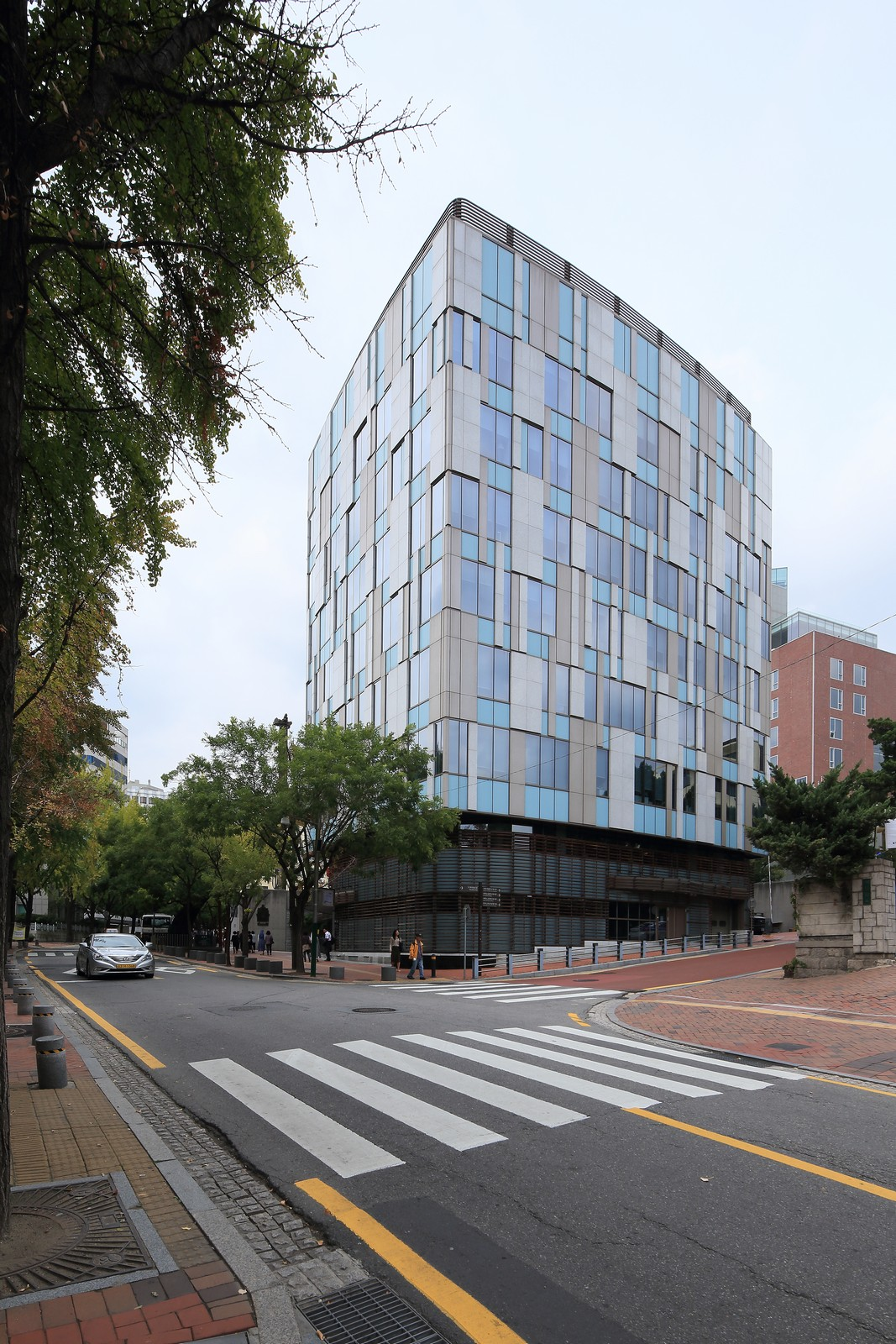
سفارتخانه کانادا در سئول
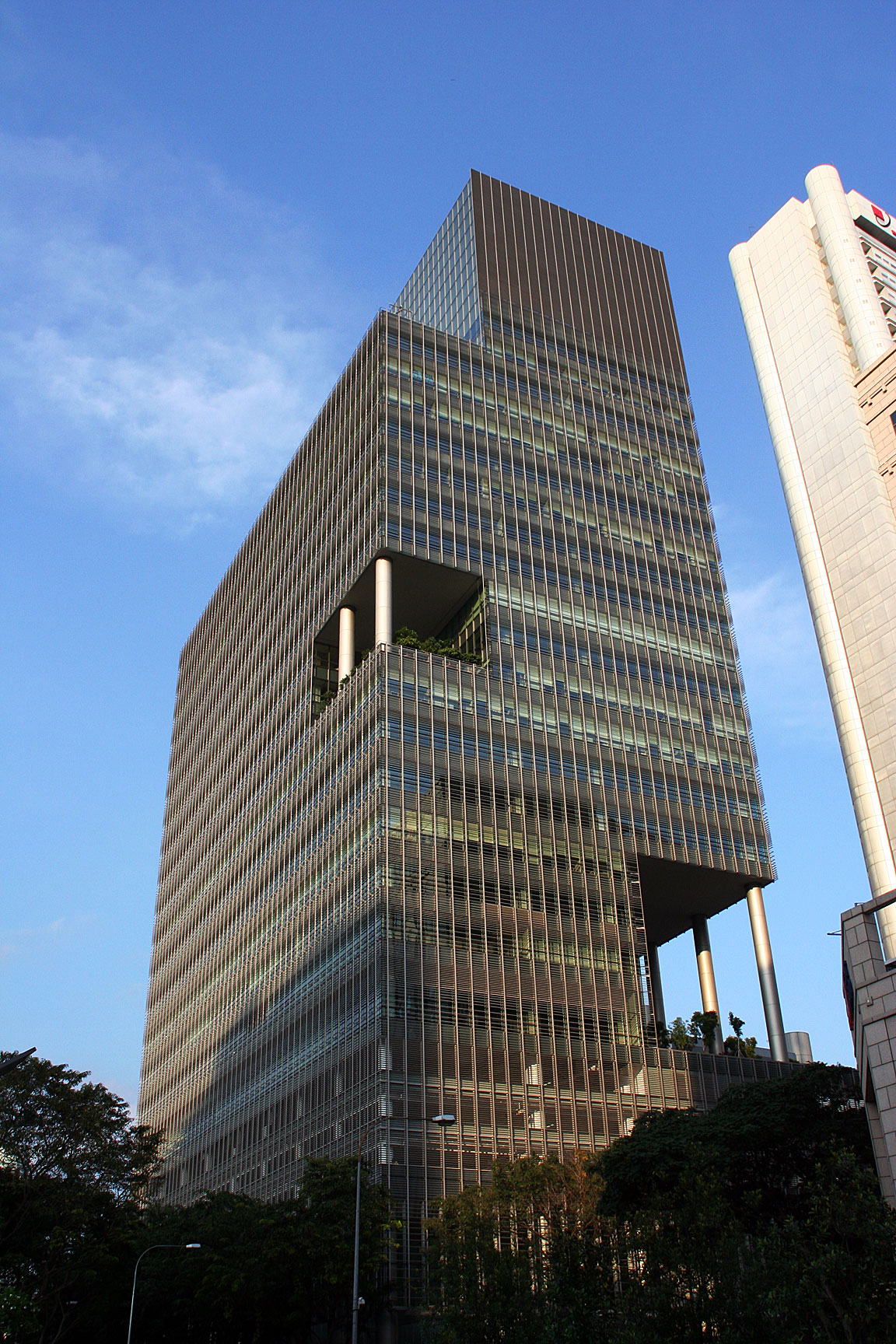
کمیسیون عالی کانادا در سنگاپور، در طبقه ۱۱ ساختمان اداری One George Street
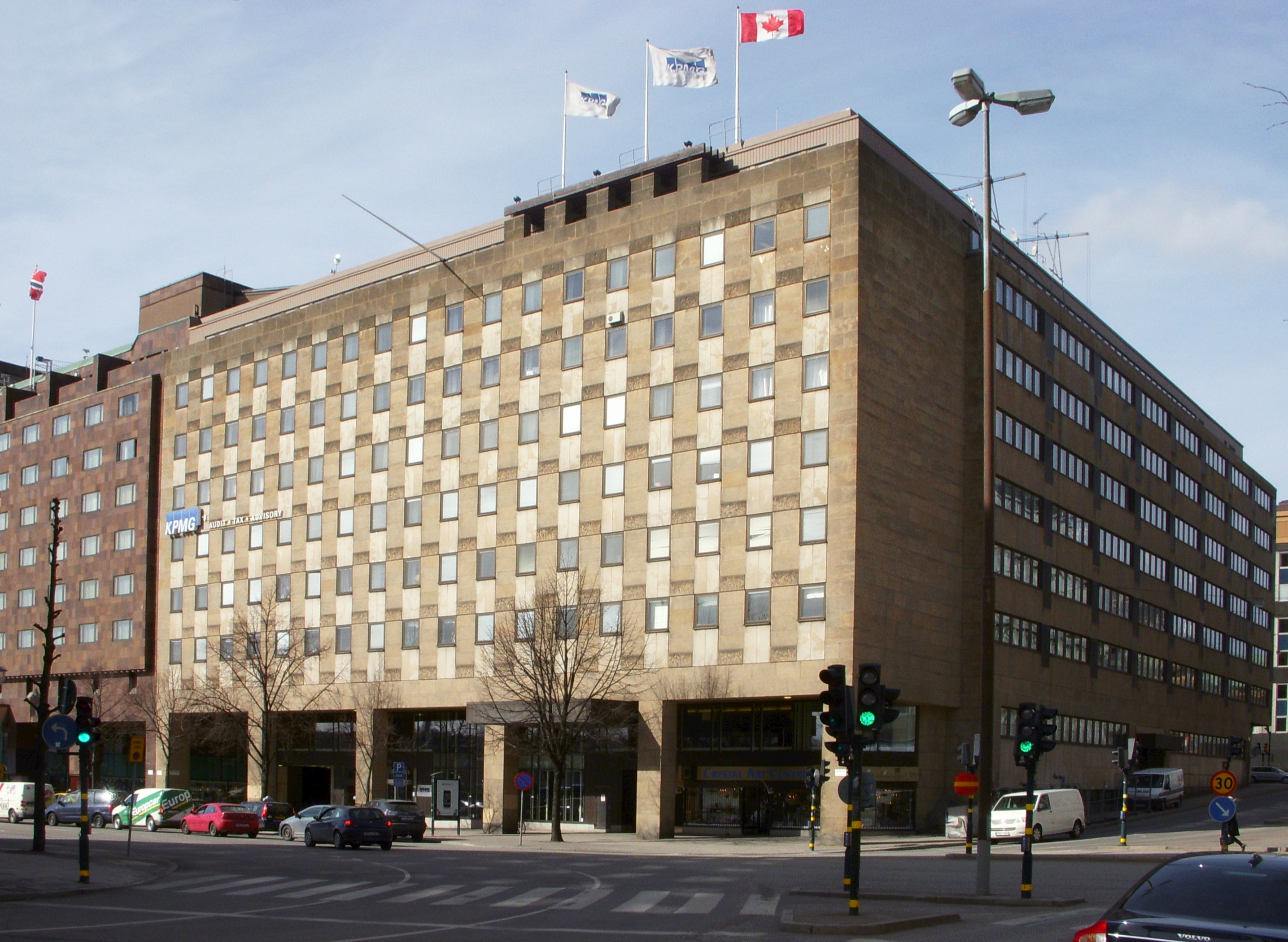
سفارتخانه کانادا در استکهلم
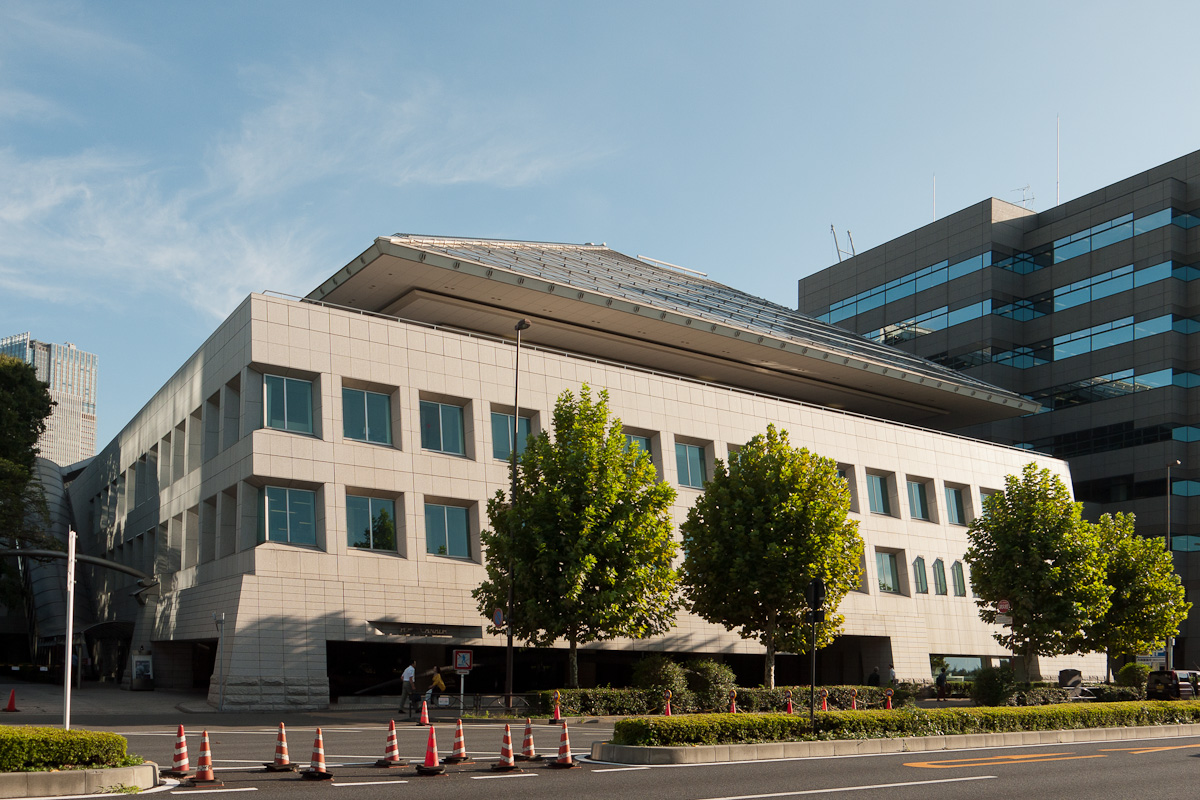
سفارتخانه کانادا در توکیو
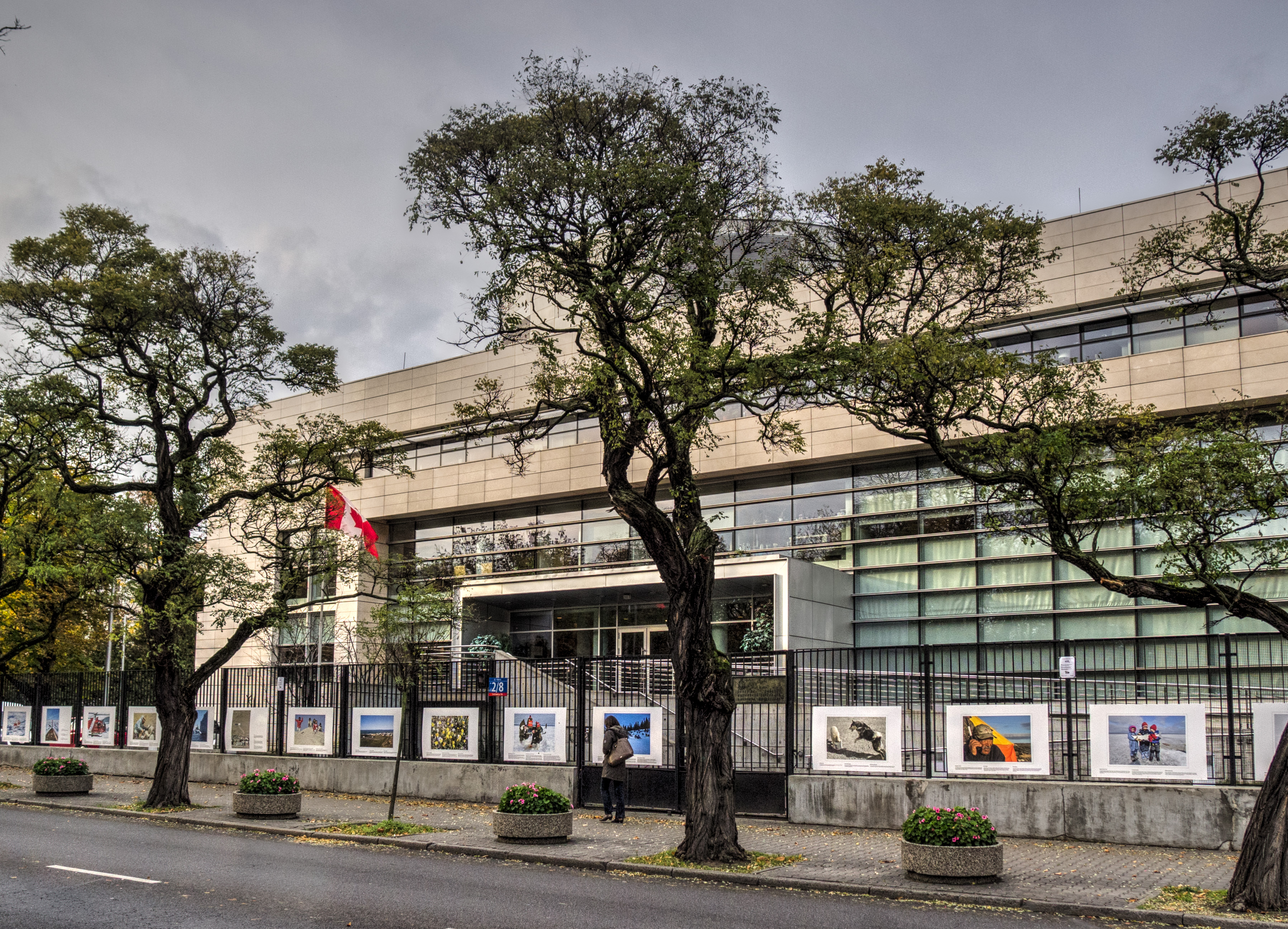
سفارتخانه کانادا در ورشو
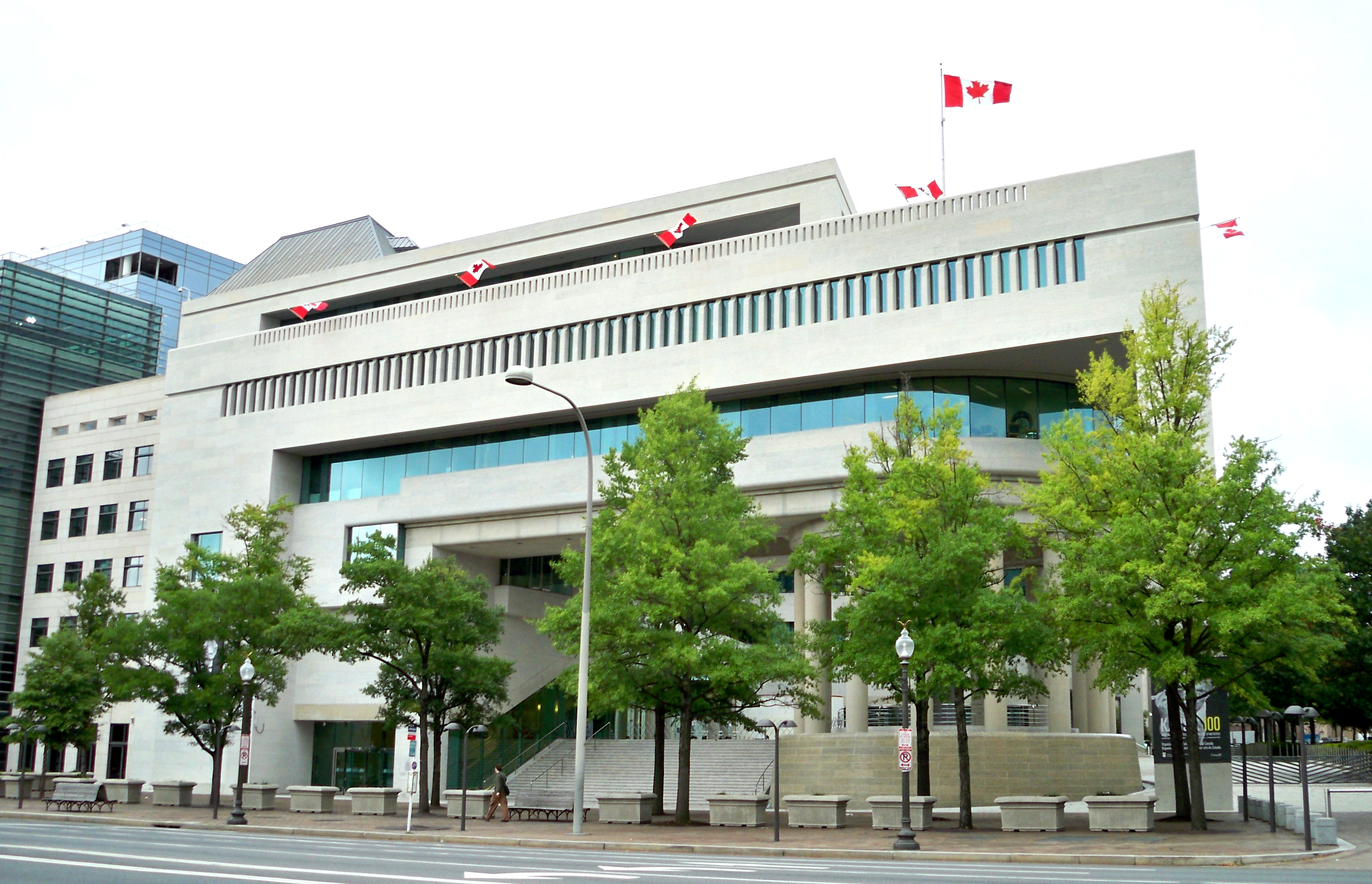
سفارتخانه کانادا در واشینگتن دی سی
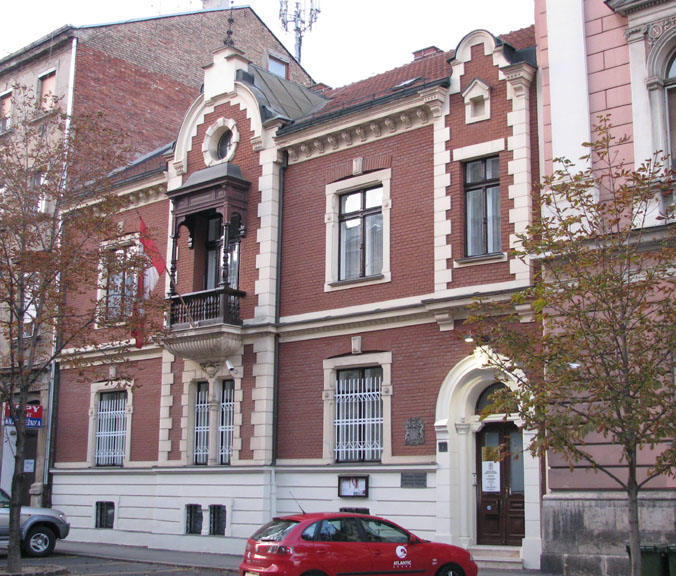
سفارتخانه کانادا در زاگرب